# The Button-Down Mind of Bob Newhart
The Button-Down Mind of Bob Newhart è un album dal vivo del comico statunitense Bob Newhart, pubblicato nel 1960.

## Tracce
1. Abe Lincoln vs. Madison Avenue – 7:31
2. The Cruise of the U.S.S. Codfish – 5:01
3. Merchandising the Wright Brothers – 3:12
4. The Krushchev Landing Rehearsal – 4:47
5. Driving Instructor – 8:03
6. Nobody Will Ever Play Baseball – 3:21

## Premi
- Grammy Award
  - 1961: "album dell'anno"